# Андре, Андре
Андре́ Фили́пе Браш Андре́ (порт. André Filipe Brás André; родился 26 августа 1989 года в Вила-ду-Конди, Португалия) — португальский футболист, полузащитник клуба «Витория». Выступал за сборную Португалии.

## Клубная карьера
Андре — воспитанник клубов «Порту» и «Варзим». В последнем он начал свою профессиональную карьеру. В 2008 году Андре дебютировал за команду в португальской Сегунде. 7 декабря в матче против «Гондомара» он забил свой первый гол за «Варзим». В 2010 году Андре выступал за дублирующую команду испанского «Депортиво Ла-Корунья», а затем вернулся в «Варзим».
Летом 2012 года он перешёл в «Виторию Гимарайнш». В матче против лиссабонского «Спортинга» Андре дебютировал в Сангриш лиге. 9 декабря в поединке против «Ольяненсе» он забил свой первый гол за команду. В 2013 году Андре помог клубу выиграть Кубок Португалии. 4 января 2015 года в матче против «Насьонал Фуншал» Андре сделал хет-трик.
Летом того же года он перешёл в «Порту». Сумма трансфера составила 1,5 млн евро. 15 августа в поединке против своего бывшего клуба «Витории» Андре дебютировал за «драконов», заменив во втором тайме Эктора Эрреру. 20 сентября в матче против лиссабонской «Бенфики» он забил свой первый гол за «Порту». 29 сентября в матче Лиги чемпионов против лондонского «Челси» Андре забил гол. 4 ноября в поединке Лиги чемпионов против тель-авивского «Маккаби» Андре забил гол. В 2018 году Андре помог клубу выиграть чемпионат.
Летом 2018 года Андре вернулся в «Виторию Гимарайнш».

## Международная карьера
31 марта 2015 года в матче товарищеском матче против сборной Кабо-Верде Андре дебютировал за сборную Португалии. 17 ноября в поединке против Люксембурга он забил свой первый гол за национальную команду.

### Голы за сборную Португалии
| #   | Дата           | Место                                | Противник  | Счёт | Результат | Соревнование      |
| --- | -------------- | ------------------------------------ | ---------- | ---- | --------- | ----------------- |
| 01. | 17 ноября 2015 | Жози Бартель, Люксембург, Люксембург | Люксембург | 0:1  | 0:2       | Товарищеский матч |

## Достижения
Клубные
 «Витория Гимарайнш»
- Обладатель Кубка Португалии — 2011/2012

 «Порту»
- Чемпионат Португалии по футболу — 2017/18